# Úri
Úri is een plaats (község) en gemeente in het Hongaarse comitaat Pest. Úri telt 2669 inwoners (2001).